# Osmanische Post
Die Osmanische Post war die erste deutschsprachige Zeitung im Osmanischen Reich. Sie erschien in Konstantinopel von 1890 bis 1896.

## Geschichte
Wahrscheinlich am 1. September 1890 erschien die erste Ausgabe der Osmanischen Post durch den österreichisch-jüdischen Publizisten Dionys Friedrich Rosenfeld. Sie erfreute sich regen Interesses in der deutschen Colonie.
Die Zeitung berichtete vor allem über regionale Ereignisse, außerdem auch aus anderen Ländern, über kulturelle Themen und weiteres. Sie konnte auch in Österreich-Ungarn bezogen werden.
Ab Ende November 1890 erschienen mindestens ein knappes Jahr lang keine Ausgaben,  spätestens ab August 1892 dann  wieder.
Im Frühjahr 1897 (oder 1896?)  musste die Osmanische Post wegen der finanzpolitischen Krise im Osmanischen Reich endgültig eingestellt werden.
Dionys Rosenfeld gründete daraufhin Anfang 1898 in Wien eine Freie Osmanische Post als Wochenzeitung, mit Nachrichten aller Art über den Orient. Diese bestand aber offenbar nur kurzzeitig.
Ab November 1908 erschien noch einmal eine Osmanische Post in Konstantinopel durch Dr. Moritz Grunwald, die dann aber höchstwahrscheinlich bald  in Osmanischer Lloyd umbenannt wurde.